# Dècada del 1920
|  | «anys 20» redirigeix aquí. Vegeu-ne altres significats a «anys 20 (desambiguació)». |

La dècada del 1920 és la dècada compresa entre l'1 de gener de 1920 i el 31 de desembre de 1929.

## Resum
Després del final de la Primera Guerra Mundial, es va instituir la Societat de Nacions, que va néixer amb la finalitat d'evitar que un conflicte d'aquesta magnitud tornés a repetir-se.
L'Imperi rus va esdevenir la Unió Soviètica que, amb la ideologia marxista de Lenin, va ser la primera nació del món governada pel "proletariat" després de la sagnant Guerra civil russa.
Els Estats Units va prosseguir el seu ràpid desenvolupament econòmic que, però, es va veure pertorbat per la Gran Depressió de 1929.
Alemanya, asfixiada per les oneroses disposicions del Tractat de Versalles, tenia el seu sistema financer en la crisi més gran que va conèixer aquest segle, especialment durant el període anomenat Alemanya de Weimar, mentre tractava d'aconseguir una estabilitat democràtica amb la República de Weimar de la qual Paul von Hindenburg era president. La situació a França no era gaire millor, el que va propiciar el descontentament social que es traduiria en una inestabilitat política permanent.
El Japó estenia la seva presència a Àsia: primer es va apoderar de Corea i després es va annexionar o ocupar regions senceres de la Xina. A més l'Imperi del Japó es va apoderar de les colònies que Alemanya tenia en el Pacífic.
Les dictadures també es van expandir pel sud d'Europa: Mussolini a Itàlia, António de Oliveira Salazar a Portugal, Primo de Rivera a Espanya o Alexandre I de Iugoslàvia.
Després d'una breu aparició com a estats sobirans, Armènia i la República del Pont (constituïda principalment per grecs pòntics) van desaparèixer després dels genocidis promoguts pels anomenats Joves Turcs, fundadors amb Kemal Atatürk de l'actual Turquia. Aquests genocidis provocats pels musulmans turcs van incloure el genocidi assiri.
D'altra banda, en els països occidentals triomfadors de la Primera Guerra Mundial hi va haver una mena de ressorgiment cultural denominat pel seu rupturisme els anys bojos que va incidir en la música (es va reforçar la influència del jazz, del tango així com momentàniament el xarleston i altres ritmes); d'altra banda, en la música culta va prendre rellevància el dodecafonisme i l'atonalitat; especialment als Estats Units entre el breu però intens període que va ser de 1923 fins a 1929, a la moda (entre les quals ha destacat la modista francesa Coco Chanel) les dones de classe alta o presumiblement alta van arribar a fer servir a Occident les primeres minifaldilles així com moltes vegades la tallada de cabells anomenada a la garçon (en francès: al noi), amplis escots i braços exposats a l'aire lliure i cert liberalisme sexual promogut pels escrits de l'antropòloga Margaret Mead entre d'altres (Mead es va trobar influïda en gran manera per les seves interpretacions de la teoria psicoanalítica inaugurada dècades abans per Sigmund Freud), també les dones d'estrats mitjans i alts van començar a fumar tabac en forma de cigarretes públicament en els països «Occidentals» i occidentalitzats.
Els homes van pretendre mantenir els seus aspectes juvenils a posar-se de moda afaitar-se la barba fins a deixar completament rasurat. En arquitectura van sobresortir l'arquitectura racionalista derivada dels plantejaments d'Oud, Le Corbusier i dels principals mestres del grup De Stijl i la Bauhaus (com Mies van der Rohe o Walter Gropius). Aquesta arquitectura racionalista manté la influència fins al present (especialment a través de la interfase promoguda en els 1960 amb el nom d'arquitectura internacional). D'altra banda, la dels 1920 va ser una època en la qual va tenir la seva rellevància la molt decorativa arquitectura i decoració anomenada precisament art déco.
En pintura i escultura van sobresortir moltes vegades dins d'un ambient bohemi dels avantguardismes com (en el visual gairebé sempre no figuratius o d'un art figuratiu molt distorsionat) el rayonisme, l'orfisme, el constructivisme, el cubisme, el suprematisme, el surrealisme, el neoplasticisme (amb Mondrian com a principal representant); i en general la pintura abstracta així com el moviment postexpressionista (que, no obstant això, malgrat els seus manifestos, mantenia molt d'expressionisme) caricaturesc i sarcàstic anomenat nova objectivitat; entre els molts notoris artistes que van sorgir o van tenir el seu apogeu en aquests anys hi ha els espanyols Picasso, Dalí, l'alsacià Arp, l'alemany Max Ernst, el suís alemany Paul Klee, els russos El Lissitzky, Lariónov, Tatlin; els italians Amedeo Modigliani i Giorgio de Chirico, el japonès Fujita entre molts altres.
Part d'aquests moviments artístics van tenir correlats en la poesia i la cinematografia (especialment el surrealisme en poesies com «Amor lliure» d'André Breton o films de gran innovació com "Un chien andalou" de l'espanyol Luis Buñuel, o l'alemanya de terror Nosferatu, el vampir dirigida per Murnau o l'alemanya distòpica Metropolis de Fritz Lang). L'estètica visual dels anys 1920 va influir en tot el segle xx i el seu influx persisteix en el que va del present segle XXI. És singular d'aquesta època l'obra aïllada d'un gran escriptor xinès quan la Xina es trobava sumida en el marasme de la guerra "civil", l'ocupació estrangera i l'anarquia (tot i la revolució republicana que en el 1911 va encapçalar Sun Yat-sen) i la pitjor de les misèries i era observada des dels països autoanomenats "civilitzats" com un exemple de retard medieval, en aquesta època infausta la Xina aconsegueix destacar amb l'obra de Lu Shin (o Lu Xun) (cèlebre per les seves «Memòries d'un boig»), mentre que gairebé coetàniament el molt més pròsper Japó té a un dels grans escriptors no només nipons sinó universals en el turmentat Akutagawa qui en la seva darrera obra (els engranatges), fastiguejat diu com últimes paraules «¿no hi haurà algú que em pengi?», i a mitjans dels 1920 mor el genial i turmentat Franz Kafka, turmentat per un món de lleis il·legítimes i de conseqüents burocràcies laberíntics. El seu cèlebre relat anomenat «A les portes de La Llei» es resumeix així: un pobre subjecte tracta d'accedir a la Llei, però hi ha un guardià pinxo que impedeix l'ingrés, passen anys d'intents i quan el subjecte que vol arribar a La Llei està morint el guardià li diu un «secret»: «la Llei era per a tu, però jo vaig haver d'impedir que hi arribessis».
També en aquesta dècada l'irlandès James Joyce aconsegueix publicar la seva extensa novel·la Ulisses, tal extensa novel·la narra només la història d'un dia del subjecte principal (no es pot parlar d'un protagonista excepte pel que fa a la narració és en part un monòleg interior i, no obstant això, té alguns personatges principals), l'«Ulisses» de Joyce té en gran manera el seu nom per la recerca d'un pare (o un significant de normes) encara que dècades després Lacan (que ja havia estat assidu al món intel·lectual dels 1920) estudiant a l'obra de Joyce (per exemple a l'extens monòleg de l'últim capítol sense puntuacions de l'Ulisses atribuït a la fictícia Molly Bloom) dirà que Joyce era un prepsicòtic estabilitzat pel símptoma de les seves escriptures. Simptomàticament, a inicis del segle XXI l'«Ulisses» de James Joyce ha estat declarat com la millor obra literària en idioma anglès del S. XX.1 n. 1
Un altre fet destacat d'aquesta dècada del s. XX (encara que en 1889 l'alemany Paul Nipkow va inventar els primers sistemes efectius de televisió experimental) va ser la invenció del primer sistema pràctic de televisió o televisió pública en 1929 a causa de l'escocès John Logie Baird els drets d'ús van ser adquirits per la BBC.

## Esdeveniments històrics
1920
- Entrada en vigor de la Llei Seca o Prohibició i instauració del vot femení en els Estats Units.
- Inici del moviment no violent de Mohandas Gandhi en defensa dels drets humans a l'Índia.
- Hermann Staudinger: Estructura molecular dels polímers.

1921
- Adolf Hitler líder del Partit Nacional Socialista.
- Mussolini es converteix en «Duce» a Itàlia.
- Proclamació de l'Estat Lliure d'Irlanda.
- Creació del Partit Comunista Xinès.
- Frederick Grant Banting, Charles Herbert Best i John James Rickard Macleod descobreixen la insulina.

1922
- Marxa feixista dels «Camises negres» sobre Roma.
- Creació de la Unió Soviètica mitjançant el Tractat de Creació de l'URSS.
- Mahatma Gandhi és condemnat a 6 anys de presó.
- Howard Carter descobreix la tomba del faraó Tutankamon a Egipte.
- Egipte es converteix oficialment en un país independent a través de la Declaració de 1922, tot i que encara roman sota la influència militar i política de l'Imperi Britànic.
- L'Estat Lliure d'Irlanda es va independitzar del Regne Unit.

1923
- Assassinat de Pancho Villa a Parral (Mèxic).
- Proclamació de la República de Turquia.
- Es constitueix el Directori Militar de Miguel Primo de Rivera a Espanya.
- El marc alemany perd tot el seu valor.
- «Putsch» a Múnic.
- Primer vol d'un autogir (Juan de la Cierva) a Espanya.
- Mor el president dels Estats Units Warren G. Harding.

1924
- Instauració de la República de Grècia.
- Mor Lenin. El succeeix Ióssif Stalin.
- Víctor Raúl Hagi de la Torre funda l'Apra a Mèxic, Districte Federal.
- Gran Bretanya compta per primera vegada en la seva història amb un govern laborista.
- Primers Jocs Olímpics d'Hivern a Chamonix (França).
- Naixement de Metro Goldwyn Mayer.
- Jocs Olímpics de 1924 a França

1925
- Paul von Hindenburg és nomenat president de la República de Weimar
- Naixement del cos paramilitar alemany; les SS.

1926
- Mor l'actor Rodolfo Valentino.
- Hirohito és coronat emperador del Japó.
- A Nicaragua, comença l'era sandinista.
- Naixement de la televisió (John Logie Baird).
- E. Freyssinet crea el formigó armat.
- Mor Claude Monet.

1927
- Primer vol sobre l'oceà Atlàntic sense escales: Charles Lindbergh.
- Es funda l'Acadèmia d'Arts i Ciències Cinematogràfiques.
- Naixement de la Generació del 27.

1928
- El 5 i 6 de desembre a Pantà, Magdalena - Colòmbia passa el tràgic succés de la Massacre de les Bananeres.
- Assassinen al president de Mèxic; Álvaro Obregón.
- Alexander Fleming descobreix la penicil·lina.
- Fundació per José María Escrivà de Balaguer de l'Opus Dei.

1929
- Matança de Sant Valentí contra una banda rival, iniciada per Al Capone.
- Es realitza el primer lliurament dels Premis de l'Acadèmia.
- Caiguda de la Borsa de Nova York el Dijous Negre (Crack del 29); Gran Depressió als Estats Units.
- Acords del Laterà.
- E. Hubble: descobriment de la recessió de les galàxies.
- Fundació del Museu d'Art Modern de Nova York.
- Inauguració del Mont Rushmore (Dakota del Sud).